# ワニの涙

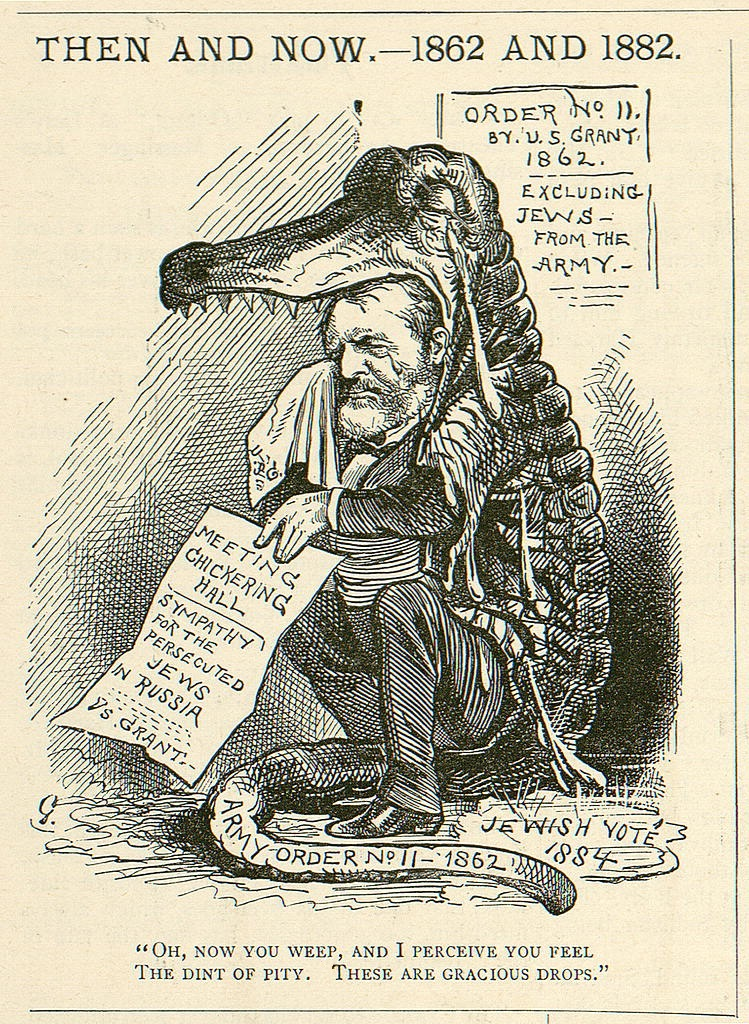
ユリシーズ・グラントがロシアでのユダヤ人迫害に「ワニの涙」を流して、ユダヤ人有権者へアピールする姿を描いたバーナード・ギラムによる風刺画。グラントの怒りの表現と、戦列からユダヤ人を追放した軍事命令を対比させている。1868年の大統領選挙ではユダヤ人有権者票の大多数を獲得し、記録的人数のユダヤ人の高官を任命した。

ワニの涙 (ワニのなみだ、英: Crocodile tears、または、英: superficial sympathy) とは偽りの涙、特に偽善者が悲報に接して嘘泣きするような、不誠実な感情表現のことを指す言葉である。
この言葉は、ワニが獲物を食べながらそら涙を流すという古くからの伝承に由来しており、多くの現代語にも存在し、特にヨーロッパにおいては、この言葉はラテン語で伝わっている。ワニには涙管があり、目の潤滑のために涙を流すが、一般的には、水辺から長時間離れ、目が乾いているときに見られる。ただし、それが食事により起きる可能性があることが実証されている。
また、食事をする際に涙が流れるという症状のボーゴラッド症候群は、この伝承に関連し「ワニの涙症候群」と呼称されている。

## 概要

### 歴史
この表現は、ワニが捕食した犠牲者のために泣いているという古くからの伝承に由来する。プルタルコスの格言集によれば、この「ワニの涙」という言葉は、ワニの生態と、人の死を切望し、殺害しておきながらも、公にはそれを嘆いている人々との対比を表したものとして、古くから有名であったとしている。中世初期の神学者フォティオスの『ビブリオテーケー』では、この言葉にキリスト教的な解釈が加えられている。フォティオスはこの物語でキリスト教の懺悔の概念を説明し、「De bestiis et aliis rebus」などの動物寓話で繰り返し使用されている。
英語で記述された物語としては、14世紀のジョン・マンデヴィルの旅の話の中で使われ、広く知られることとなった。
その国やインド全体には、非常に多種のワニが生息している。以前にも言及した長い蛇のような種類のものは、夜は水中に生息し、日中は陸地に上がり、岩陰や洞窟に潜む。そして冬の間は一切の肉を食べずに、蛇と同じように夢の中にいる。この蛇は、人間を殺し、泣きながらそれを食べる。食べるときには上あごを動かし、下あごは動かさない。また、舌も持っていない。—Curious creatures in zoology (奇怪動物百科)
後に作家となるエドワード・トプセルは「涙を流せる猛獣は殆ど存在しないが、ワニは、危機感を持った人間を襲うときには、窮地に立っているかのように、すすり泣き、ため息をつき、涙を流す。そして、突如襲ってくるような性質を持っている。」と別の解釈を示した。これは、ワニが偽りの安心感を与え、獲物をおびき寄せるために、苦しんでいるふりをするという見解を示している。一方、トプセルはワニが人間を食べている間やその後に泣いたという古い伝承について、イエスを裏切った後にユダが泣くような、標準的なキリスト教の道徳における偽りの懺悔を繰り返すようなものだと言及している。

### 文学

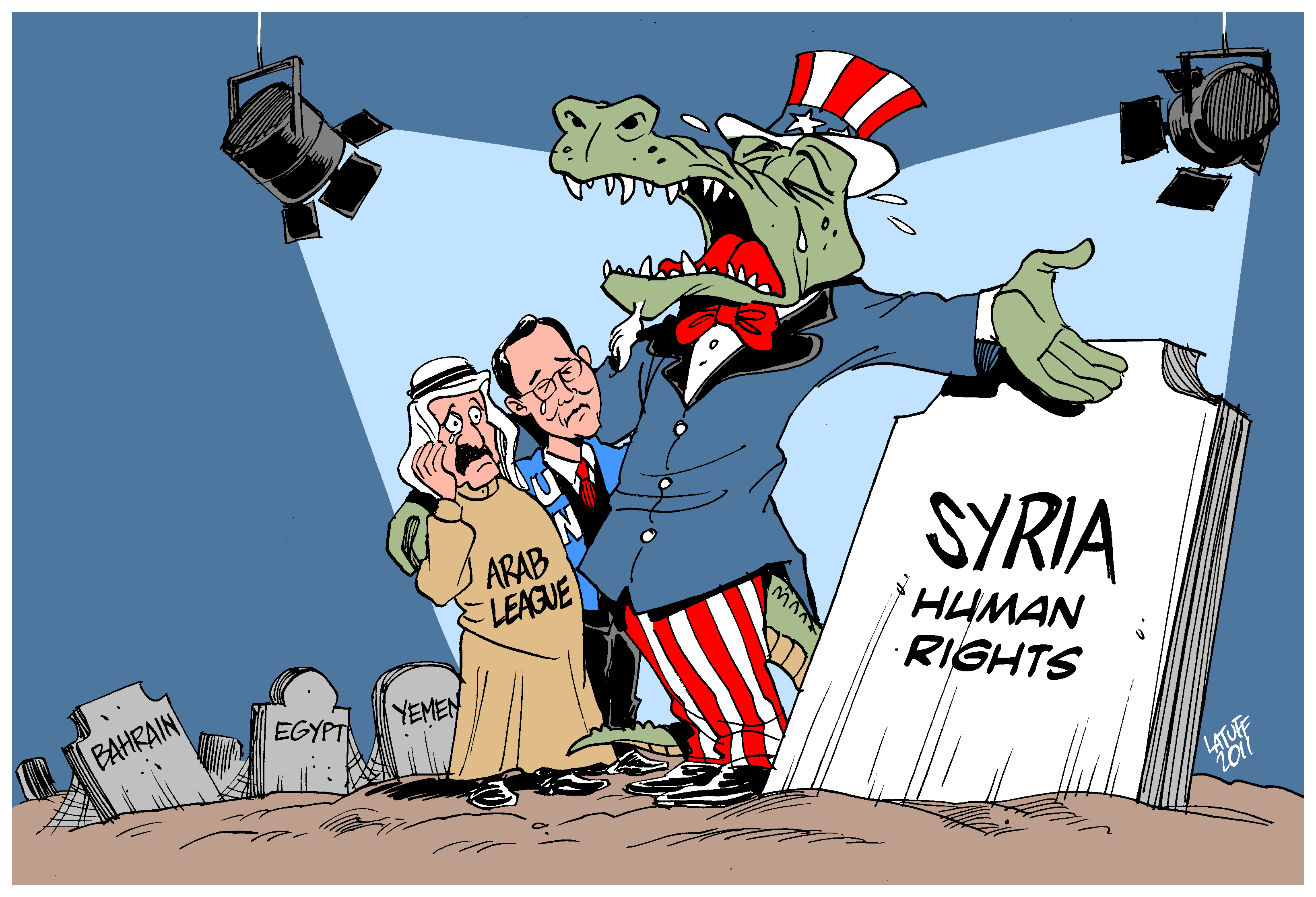
カルロス・ラトゥッフの"Crocodile tears for Syria" (シリアを憂うワニの涙) の風刺画

シェイクスピアは定期的にこの概念に触れ、トプセルの見解における、計略としての涙と偽りの懺悔としての涙の両方を使用している。『オセロ』における顕著な例としては、オセロが妻が浮気していることを自身に納得させる第4幕、第1場の場面である。
If that the earth could teem with woman’s tears
 Each drop she falls would prove a crocodile:

大地が女の涙で孕むものなら
落ちる滴の一つ一つから鰐が生まれでよう—William Shakespeare、Othello、訳は福田恆存訳書より。
また、『ヘンリー六世第2部』第3幕第1場では、獲物を騙す計略としての涙を使用している。登場人物がグロスター公の偽りの感情について「悲しみに沈むワニが / 悲嘆により憐れみを催した客を / 罠にかけるように、グロスターの見かけは / あの方を欺く」と言及した。『アントニーとクレオパトラ』第2幕第7場にもワニは涙を流すということに関する言及がある。
シェイクスピアと同時代、エドマンド・スペンサーも『妖精の女王』の中で「残酷で狡猾なワニが、偽りの悲しみの中、悪質な狡猾さを隠し / 悲しみに満ちた、優しい涙を流す」と記述し、この話に触れている。
ヘンリー・パーセルによる1688年のオペラ、『ディドとエネアス』（台本はネイハム・テイトの著作）では、エネアスが、イタリア半島でローマを見つけるため、別れなければならないと告げたとき、ディドが「結局は、ナイルの運命的な土手の上で / うそつきのワニが泣いている」と明言する。

## ワニの生態

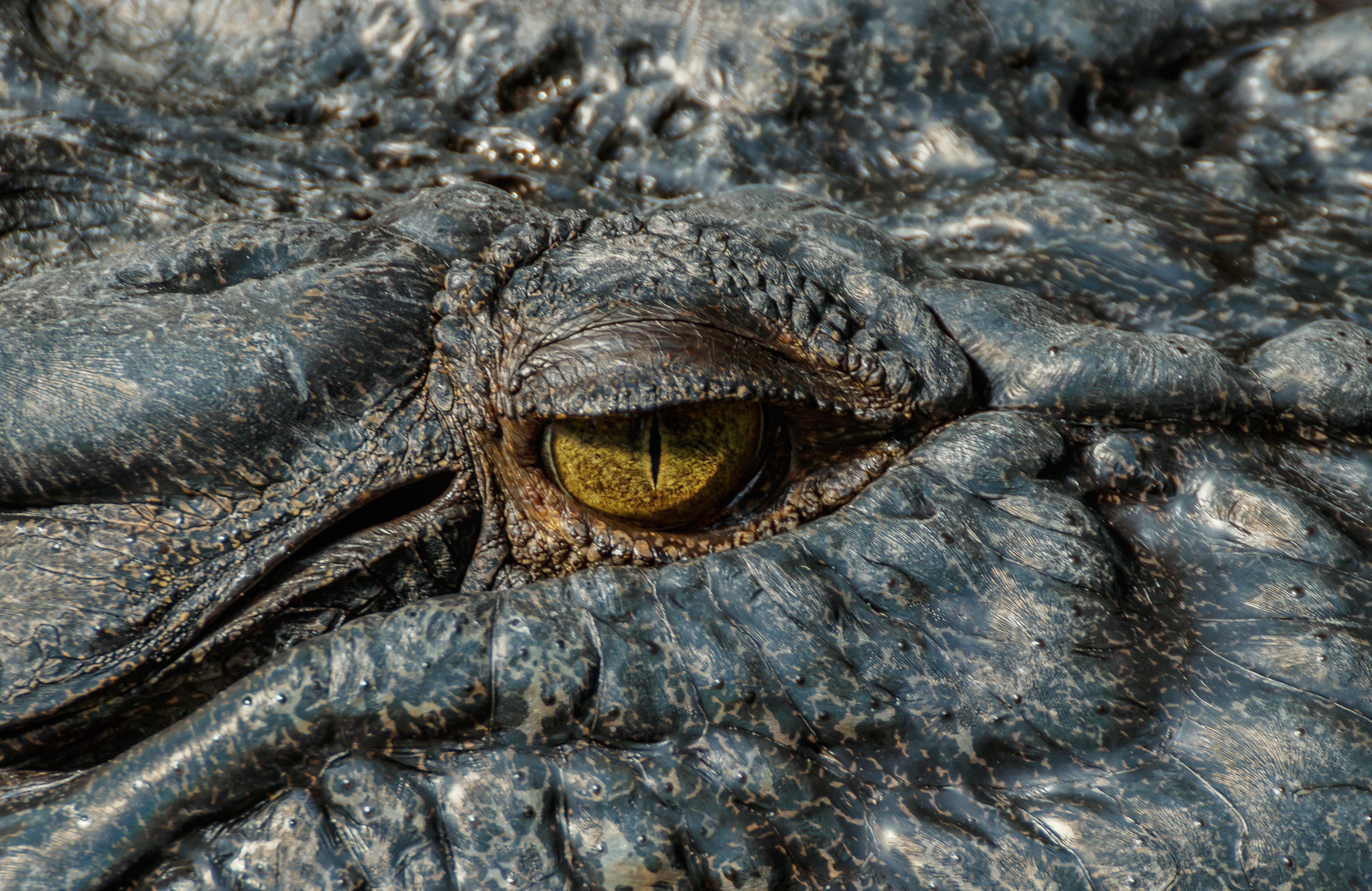
イリエワニの目

ワニは涙を出すことができるが、それは感情とは無関係である。涙管から出る液体は、目を清潔で潤滑に保つように機能する。そのため、ワニが乾燥地に一定時間いるような時には、涙を流す姿を顕著に表すことになる。アメリカワニやイリエワニの場合、涙は食物から摂取した余分な塩分排出の手助けとなる。
アダム・ブリトンは以下のように述べている。
この伝承について、その起源を追求することは非常に困難だが、何故これほど人気なのかは簡単に分かる。ワニのような一目で残忍だと分かる生物が、その犠牲者のために泣く行為は、多くの散文が触発され、そのフレーズが今なお人気があるように、記憶に残る皮肉となるからだ。
2006年、神経内科医のマルコム・シェイナーは、フロリダ大学の研究者であるケント・フリートの支援を受け、クロコダイル、近縁種のアメリカワニやカイマンワニが食事中に「泣く」という説の検証を決めた。フロリダのセントオーガスティンアリゲーターファームで、フリートは7匹のカイマンワニの食事の記録を行った。クロコダイルでなくカイマンワニを選んだのは、保護区内でも乾燥地での食事が観察されたためである。7匹のうち、5匹が「泣いている」ことが確認され、この話は事実であることが結論付けられた。研究者たちは、この「泣く」という現象は、食事中、温風がシューという音を出しながら副鼻腔を通ることにより、涙腺が刺激され、目に液体が送られることで発生した可能性を示唆している。

## ボーゴラッド症候群
この言葉は、ボーゴラッド症候群を指す口語的な名称「ワニの涙症候群」として使われている。これはベル麻痺からの回復の過程において、顔面神経の回復が不完全なために起きる珍しい現象であり、食事中に涙が流れるという症状が発現する。1926年、ロシアの神経病理学者F.A.ボーゴラッドは、論文のタイトルに「ワニの涙の症候群」(「ワニの涙の症状」とも訳される) を用いてこの症状を初めて解説した。ボーゴラッドは、この症状が唾液分泌に起因して発生することを論じている。